# Edward Heath
Sir Edward Richard George Heath KG MBE (9 tháng 7 năm 1916  – 17 tháng 7 năm 2005), thường biết với tên Ted Heath, là chính trị gia Anh, thủ tướng Vương quốc Liên hiệp Anh và Bắc Ireland từ năm 1970 đến năm 1974, và lãnh đảo Đảng Bảo thủ (Anh) từ năm 1965 đến năm 1975.

## Sách do ông viết
- Heath, Edward. Sailing: A Course of My Life. Luân Đôn: Sidgwick & Jackson, 1975.
- Heath, Edward. Music: A Joy for Life. Luân Đôn: Sidgwick & Jackson, 1976.
- Heath, Edward. Travels: People and Places in My Life. Luân Đôn: Sidgwick & Jackson, 1977.
- Heath, Edward. The Course of My Life. Luân Đôn: Hodder & Stoughton, 1998.